# Biosinteza pirimidina
Biosinteza pirimidina je biohemijski proces čiji krajnji proizvodi su purin i urična kiselina, koja je indikator sveukupnog purinskog metabolizma. Kod urikotelnih organizama, pirimidinska biosinteza je glavni put ekstrakcije azota.

## De novobiosinteza of pirimidina
Za razliku od purina, pirimidini su formirani pre njihovog vezivanja za 5-fosforibozil-1-pirofosfat (PRPP).
| Enzim                                                         | Proizvod                      | Opis |
| karbamoil fosfat sintetaza II                                 | karbamoil fosfat              | Ovo je regulisani korak biosinteze pirimidina. |
| aspartična transkarbamoliaza (aspartat karbamoil transferaza) | karbamoil aspartična kiselina | - |
| dihidroorotaza                                                | dihidroorotat                 | Dehidracija |
| dihidroorotat dehidrogenaza (mitohondrijski enzim)            | orotat                        | Dihidroorotat onda ulazi u mitohondrije gde je oksidisan putem odstranjivanja vodonika. To je jedini mitohondrijski korak u biosintezi nukleotidnog prstena. |
| orotat fosforiboziltransferaza                                | OMP                           | PRPP je korišćen. |
| OMP dekarboksilaza                                            | UMP                           | Dekarboksilacija |
| uridin-citidin kinaza 2                                       | UDP                           | Fosforilacija. ATP je korišćen. |
| nukleozid difosfat kinaza                                     | UTP                           | Fosforilacija. ATP je korišćen. |
| CTP sintetaza                                                 | CTP                           | Glutamin i ATP su korišćeni. |

Prva tre enzima su kodirana istim genom kod Metazoa (CAD). Kod gljiva postoji sličan protein ali mu nedostaje dihidroorotazna funkcija, jedan drugi protein katalizuje drugi korak.
Kod drugih organizama (Bakterija, Archaea i drugih Eukariota), prva tri koraka izvode tri različita enzima.

## Katabolizam pirimidina
Pirimidini su na kraju degradirani do , , i ureje. Citozin može biti razložen u uracil koji se dalje razlaže do N-karbamoil-β-alanina. Timin se degradira do β-aminoizobutirata koji se može dalje razložiti u intermedijare koji konačno vode do ciklusa limunske kiselina.
β-aminoizobutirat služi kao grubi indikator stope DNK prometa.

## Farmakoterapija
Farmakološka modulacija metabolizma pirimidina ima terapeutsku upotrebu.
Inhibitori pirimidin sinteze se koriste u tretmanu umerenog do teškog reumatoidnog artritisa i psoriatskog artritisa. Primeri uključuju leflunomid i teriflunomid.

## Spoljašnje veze
- Slike metabolizma pirimidina
- Pregled